# HD 96700
HD 96700 — одиночная звезда в созвездии Гидры на расстоянии около 83 световых лет (около 25,4 парсек) от Солнца. Видимая звёздная величина звезды — +6,526m. Возраст звезды определён как около 6,8 млрд лет.
Вокруг звезды обращается, как минимум, три планеты.

## Характеристики
HD 96700 — жёлтый карлик спектрального класса G0V, или G0, или G1VFe-0,5, или G1V, или G1. Масса — около 1,158 солнечной, радиус — около 1,174 солнечного, светимость — около 1,378 солнечной. Эффективная температура — около 5740 K.

## Планетная система
В 2011 году калифорнийской группой астрономов, работающих со спектрографом HARPS, было объявлено об открытии двух планет: HD 96700 b и HD 96700 d. Открытие обеих планет было совершено методом доплеровской спектроскопии. Общее время наблюдений составило 2717 суток.
В 2021 году группой астрономов, работающих со спектрографом HARPS, было объявлено об открытии планеты HD 96700 c.
В 2019 году учёными, анализирующими данные проектов Hipparcos и Gaia, у звезды обнаружена планета HIP 54400 e.